# لکه‌ماهی خال‌خالی
لکه‌ماهی خال‌خالی (نام علمی: Citharichthys stigmaeus) نام یک گونه از سرده لکه‌ماهی است.